# Carum carvi
Il cumino dei prati (Carum carvi L., 1753), noto anche come comino, carvi e anice dei Vosgi, è una pianta biennale appartenente alla famiglia Apiaceae, nativa dell'Europa e dell'Asia centro-occidentale e conosciuta nell'Africa nord orientale, ma coltivata sia in Europa, sia negli Stati Uniti d'America. In Italia è diffusa nelle zone subalpine e sull'Appennino settentrionale.
Non deve confondersi con il cumino (Cuminum cyminum), che presenta frutti simili ma ha un aroma completamente diverso.

## Descrizione

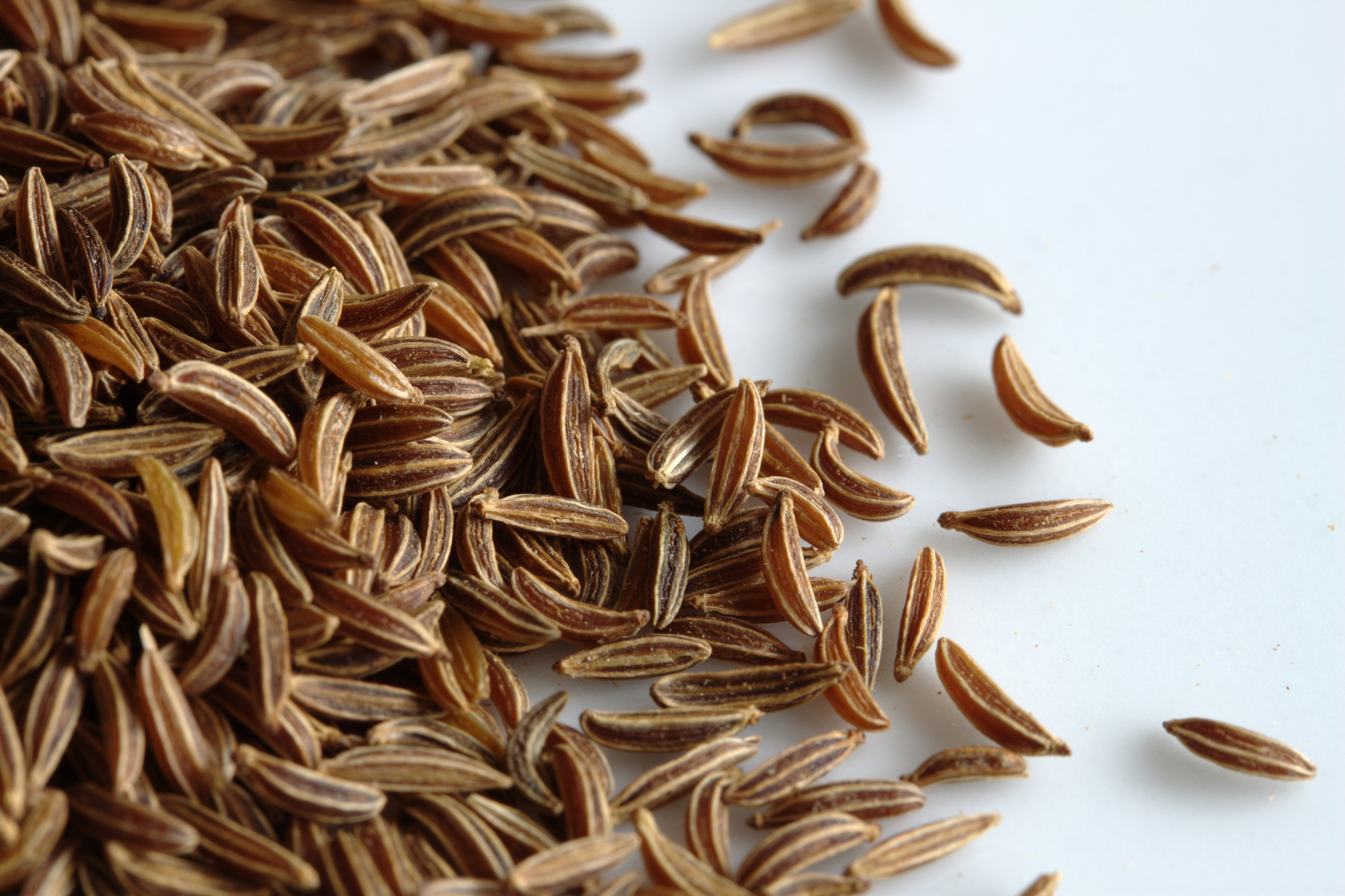
Frutti

La pianta, all'apparenza, è simile alla carota, con foglie finemente divise come piume, che crescono su rami di circa 20-30 centimetri.
Il fusto della pianta raggiunge un'altezza di 40-60 centimetri e getta fiori di colore bianco o rosa.
I frutti, come quelli di altre specie di ombrellifere, sono erroneamente detti semi, hanno forma semicircolare e sono lunghi circa due millimetri.

## Distribuzione e habitat
La specie è diffusa in Europa e Asia occidentale e centrale.

## Coltivazione
La pianta richiede clima caldo, posizione soleggiata e terreni ben drenati. Cresce tra 800 e 2200 m s.l.m..

## Usi
I frutti, normalmente usati interi, hanno un sapore pungente simile all'anice e un aroma che proviene loro dagli oli essenziali in essi contenuti, quali il limonene e il carvone. Vengono usati come spezie, specialmente nei paesi del nord Europa, per aromatizzare il pane e in particolare quello di segale.
Il frutto del cumino dei prati è usato anche per la produzione di liquori, come il Kümmel, e per insaporire carni in umido e altri piatti, specialmente nella cucina dell'Europa centrale e in Scandinavia. Viene anche usato per aromatizzare particolari tipi di formaggio e acquaviti.
Molto usato anche nel campo dell'erboristeria, per le sue virtù medicamentose capaci di facilitare la digestione ed eliminare il meteorismo e per il blando effetto antisettico intestinale.
Gli oli essenziali vengono poi utilizzati nell'industria cosmetica per la loro fragranza.
Le radici della pianta sono eduli e possono essere consumate bollite, come le carote.
In Libano è usato nel meghli, un tipico budino con farina di riso, anice, cannella e, appunto, carum carvi. Solitamente si prepara per festeggiare la nascita di un bambino e viene offerto agli ospiti in coppette, in genere con sopra del cocco grattugiato e frutta secca.